# Магомедов, Садык Магомедович
Садык (Садик) Магомедович Магомедов (1932-2005) —  дагестанский советский и российский актёр театра. Народный артист Дагестанской АССР (1981). Заслуженный артист РФ (2003).

## Биография
Родился 11 октября 1932 года в селе Кумух Лакского района в семье Магомеда и Баху Магомедовых. Воспитывался в Кумухском детском доме № 21.
Актер Лакского государственного музыкально-драматического театра имени Э. Капиева (Республика Дагестан).
Ушёл из жизни в 2005 году.

## Награды и звания
- Медаль «За трудовую доблесть» (04.05.1960).
- Народный артист Дагестанской АССР (1981).
- Заслуженный артист РФ (2003).

## Театральные роли
- Аристарх ("Энергичные люди" - Шукшин В.М.);
- Жорж Данден ("Жорж Данден" - Мольер Ж.-Б.);
- Скапен ("Плутни Скапена" - Мольер Ж.-Б.);
- Филиберт ("Забавный случай" - Гольдони К.);
- Хлестаков ("Ревизор" - Гоголь Н.В.).

## Семья
Сын, Аслан — заслуженный артист России.
Внук - Руслан Ларин Сергеевич (артист мюзиклов)